# Koma (astronomie)

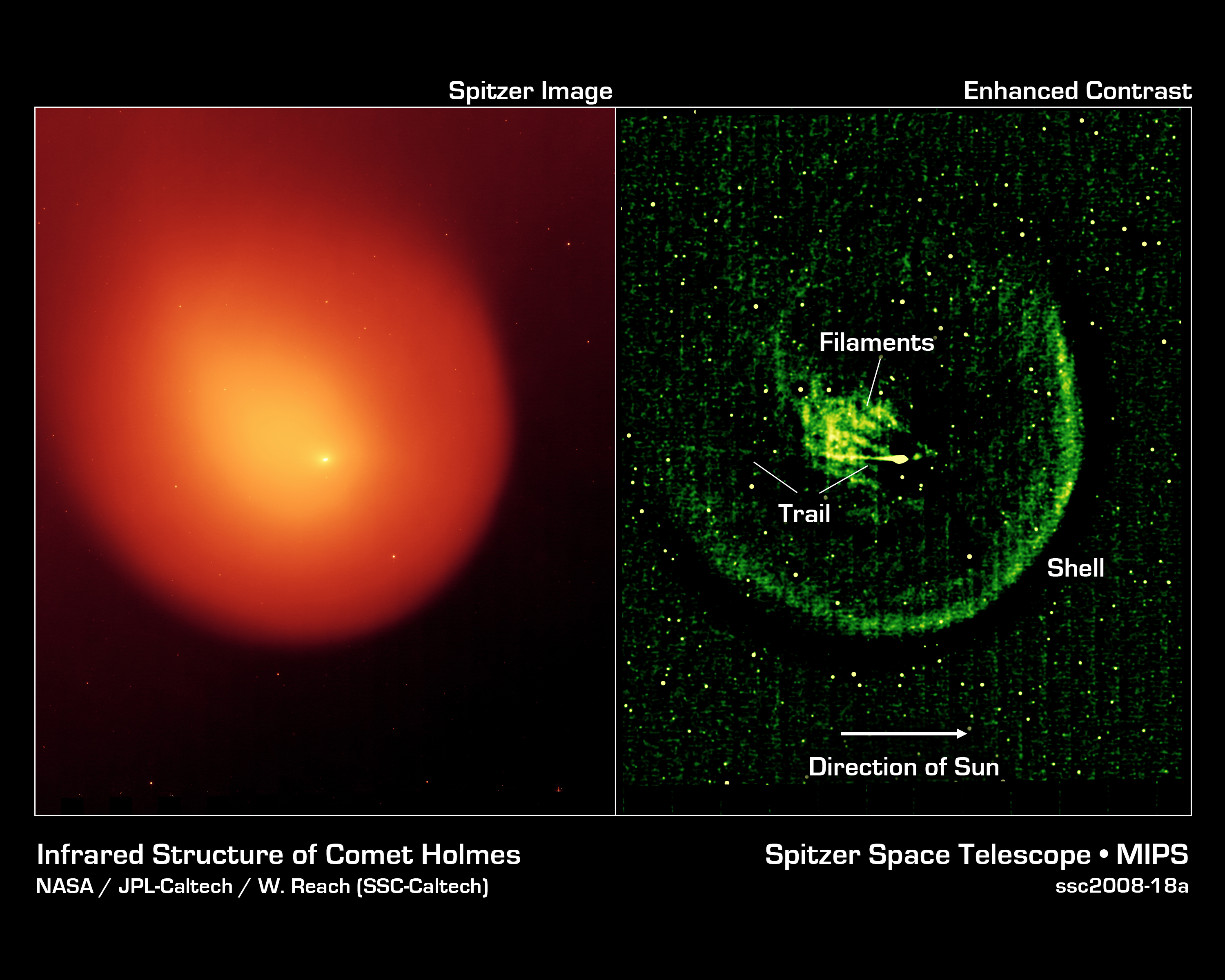
Struktura komety Holmes zachycená v infračerveném záření.

Koma je plynný obal obklopující jádro komety, který se formuje při výrazně eliptickém oběhu komety konkrétně v době blízkého míjení Slunce. Když se jádro komety přiblíží k Slunci, tak se zahřeje a jednotlivé části sublimují. Tento proces zapříčiňuje „rozmazaný“ vzhled komet pozorovaných teleskopy a odlišuje je od pozorovaných hvězd. Samotné slovo koma pochází z řečtiny „kome“ (κόμη), znamenající „vlasy“ z kterého bylo později odvozeno slovo cometa (latina) v češtině zastarale vlasatice.
Koma je obecně tvořeno ledem a prachovými částicemi z komety. Voda převládá téměř 90% těkavých látek, které vystupují z jádra komety v době, kdy je kometa v přibližné vzdálenosti 3 – 4 AU od Slunce. Molekuly vody (H2O) jsou rozkládány především vlivem fotodisociace a v menší míře vlivem fotoionizace. Vzhledem k fotochemii, nehraje solární vítr velkou roli v destrukci vodních molekul. Větší prachové částice poměrně stabilně kopírují oběžnou dráhu komety, zatímco menší prachové částice jsou tlačeny vlivem radiačního záření do zadní části, dále od Slunce a tvoří ohon komety.
Výzkumníci a astronomové vydali 11. srpna studie, ve kterých byl poprvé použit radiový teleskop ALMA, který detailně pozoroval rozložení HCN, HNC, formaldehydu a také prachu uvnitř plynných obalů komet C/2012 F6 (Lemmon) a C/2012 S1 (ISON). Druhého června 2015 oznámila NASA, že spektrograf ALICE na sondě Rosetta studující kometu 67P/Čurjumov-Gerasimenko determinoval přítomnost elektronů (ve vzdálenosti 1 km od jádra komety) produkovaných vlivem fotoionizace, radiací ze Slunce na molekuly vody. Původní předpoklad počítal s přítomností fotonů, degradací molekul vody a oxidu uhličitého uvolněných z jádra komety do oblasti obklopujícího koma.

## Velikost
Koma se typicky objevují a narůstají s blízkostí komety ke Slunci a mohou dorůstat i do velikosti průměru planety Jupiter a to i přes velmi nízkou hustotu. Jeden měsíc po vyvrhnutí materiálu měla na krátkou dobu v říjnu 2007 kometa 17P/Holmes obklopující plynný obal větší než je Slunce. Velká kometa z roku 1811 měla také předpokládaný průměr větší než má Slunce. I přes narůstající koma v blízkosti Slunce, se velikost plynného obalu po překročení oběžné dráhy Marsu zmenšuje (přibližně 1,5 AU od Slunce). Na tuto vzdálenost je sluneční vítr dostatečně silný, na to aby rozmetal plyn a prach z koma a tím zvýrazní ohon komety.

## Rentgenové záření

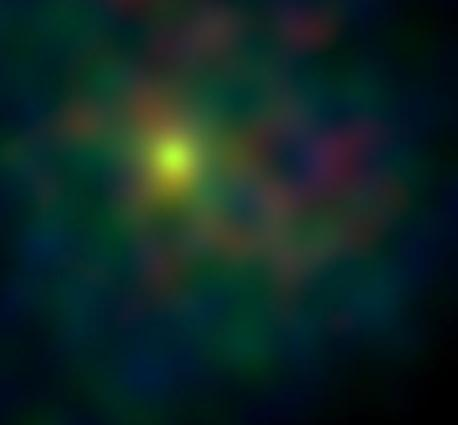
Kometa Tempel 1 pozorována v rentgenovém záření přístroji Chandra.

V březnu 1996 byly zaznamenané komety, které emitují rentgenové záření. Zjištění překvapilo výzkumníky, protože rentgenové záření obvykle vydávají zdroje o vysokých teplotách. Je předpokládáno, že rentgenové záření je generováno interakcí mezi kometami a solárním větrem. Zdrojem rentgenové záření, tak má být proces při, kterém vysoce nabité ionty prolétají skrz plynný obal komety a srážejí se s molekulami a atomy komety. V průběhu se „odtrhávají“ jednotlivě, nebo i více elektronů od komety. Tento proces vede k emisi rentgenového záření a také ultrafialového záření ve formě fotonů.

## Pozorování
Při pozorování teleskopem z povrchu Země a za využití správné techniky může být vypočítána velikost koma obklopující kometu. Konkrétní metoda, nazývána driftová, nebo také proudová („drift“ v anglickém jazyce), spočívá v nastavení teleskopu ve stálé pozici a měření času za který viditelné těleso přejde přes rám viditelného pole. Tento změřený čas se vynásobí kosinusem deklinace komety a vynásobí se .25, to by se mělo rovnat průměr komety v obloukových minutách. V případě známé vzdálenosti ke kometě může být determinována zdánlivá velikost.
V roce 2015 zaznamenal přístroj na měření ALICE na sondě Rosetta od ESA přítomnost prvků vodíku, kyslíku, uhlíku a dusíku v oblasti koma u komety 67P/Čurjumov-Gerasimenko. ALICE je spektrograf zaměřený na ultrafialové záření a napomohl zjištění, že elektrony vznikající vlivem UV záření se srážely a roztrhávaly molekuly vody a oxidu uhelnatého.

## Halo z plynného vodíku

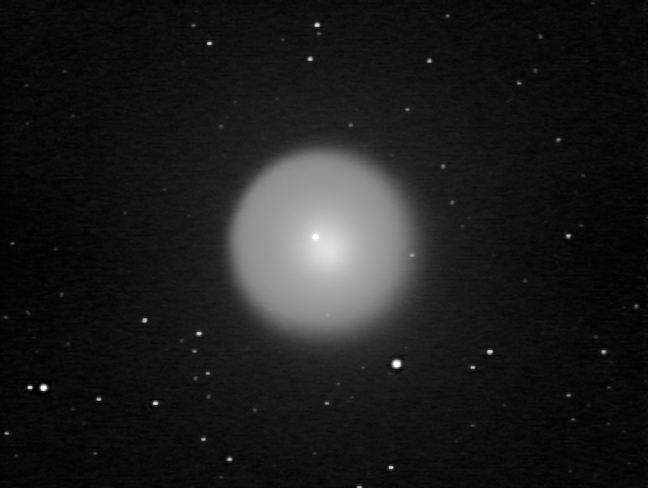
Kometa 17P Holmes v roce 2007.

Kosmická sonda OAO-2 objevila na začátku 70. let 20. století velmi velké halo vodíku obklopující některé komety. Vesmírná sonda Giotto detekovala vodíkové ionty na vzdálenost 7,8 milionů km daleko od Halleyovy komety při jejím průletu v roce 1986. Halo z plynného vodíku bylo zaznamenáno o patnáctkrát větším průměru, než má Slunce (20 milionů km). Tento poznatek podpořil volbu pro zkoumání za využití sondy Pioneer od Venuše na danou kometu.[ujasnit] Během mise bylo zjištěno, že kometa uvolňuje do okolí 12 tun vody za sekundu. Dříve nebyl tento plynný vodík nebyl zaznamenán proto, že při pozorování ze Země je atmosféra pro tyto konkrétní vlnové délky neprostupná. 
Způsob, jakým jsou molekuly vody rozloženy na vodík a kyslík, byl studován přístroji ALICE na sondě Rosetta kolem komety 67P/Čurjumov-Gerasimenko v letech 2014–2016: nejdříve foton UV záření ze Slunce zasáhne molekulu vody v oblasti komy a ionizuje jí. takto emitovaný elektron dále zasáhne další molekulu vody a rozloží jí na dva atomy vodíku a jeden atom kyslíku. Při procesu se tyto jednotlivé atomy energeticky nabijí a emitují charakteristické UV vlnové záření, které bylo přístroji ALICE detekované.
Vodíkové plynové halo, třikrát větší než je Slunce, bylo také detekováno přístroji Skylab kolem Kohoutkovy komety v 70. letech 20. století. Observatoř SOHO zaznamenala obal plynného vodíku větší než 1 au kolem komety Hale-Bopp. Voda vycházející z komety je rozložena radiací ze Slunce, dále interaguje s vodíkem a emituje UV záření. Byla zjištěna i plynná hala o velikosti desítek milionů kilometrů. Samotné atomy vodíku jsou velmi lehké a mohou cestovat velmi velké vzdálenosti, než podlehnou ionizaci vlivem záření ze Slunce. Poté jsou obvykle rozmetány slunečním větrem.

## Složení
Výzkumná mise Rosetta nalezla přítomnost oxidu uhelnatého, oxidu uhličitého, amoniak, metan a metanol v oblasti koma u komety 67P, stejně tak přítomnost malého množství formaldehydu, sirovodíku a kyanovodíku, oxidu siřičitého, sulfidu uhličitého.
Největší naměřené množství u plynného obalu komety 67P bylo vody, kyslíku, oxidu uhličitého a oxidu uhelnatého. Poměr mezi kyslíkem a vodou vycházející z komety zůstával stejný po dobu několika měsíců.

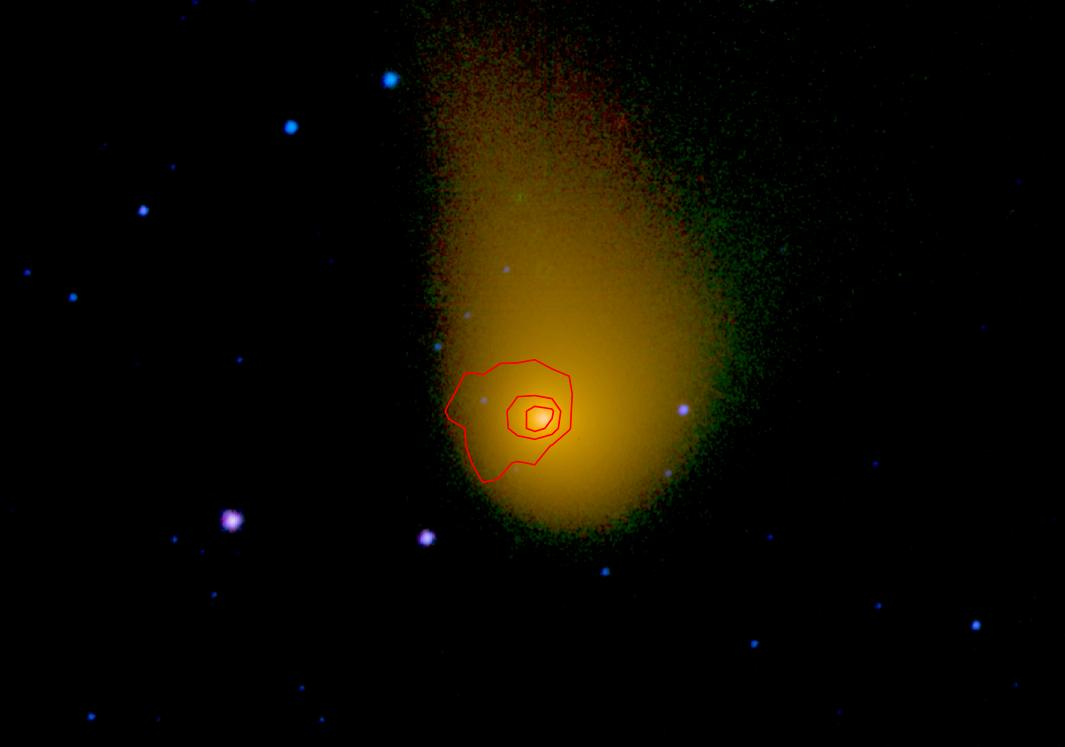
Kometa Christensen vydávající plynný uhlík pozorovaný v infračerveném záření.